# クロスランドおやべ

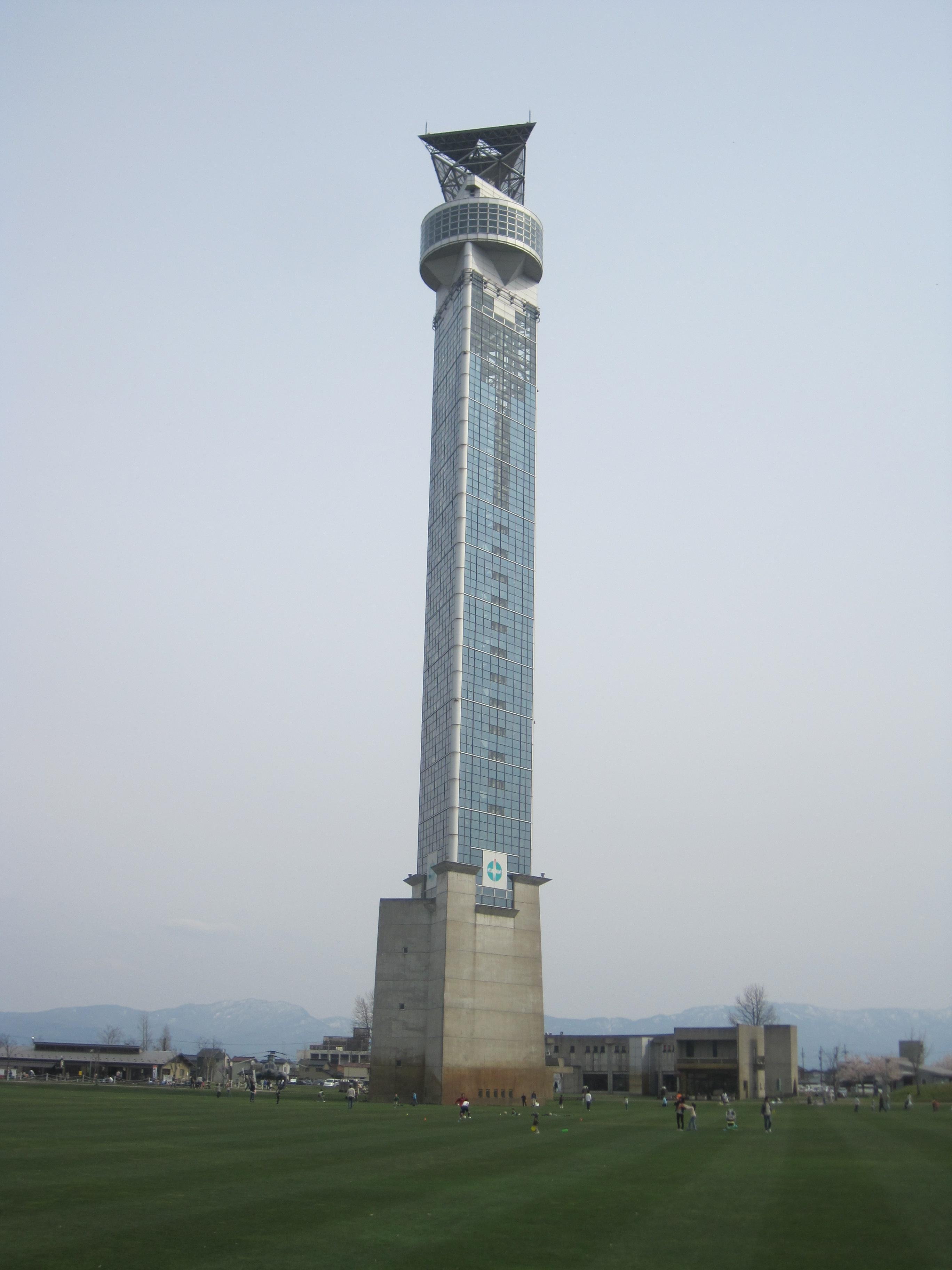
クロスランドおやべのランドマーク「クロスランドタワー」

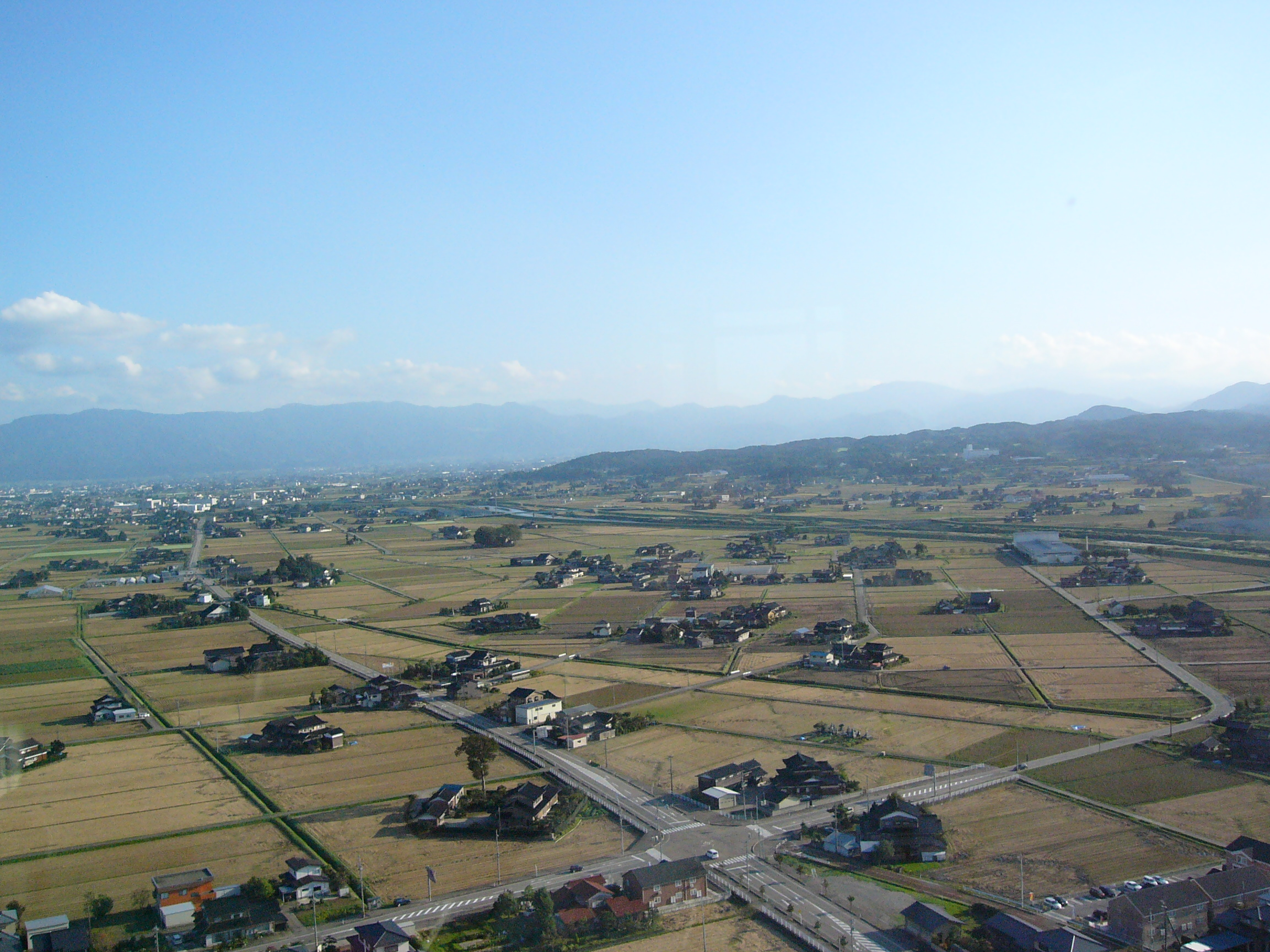
タワー展望台から望む秋の散居村。

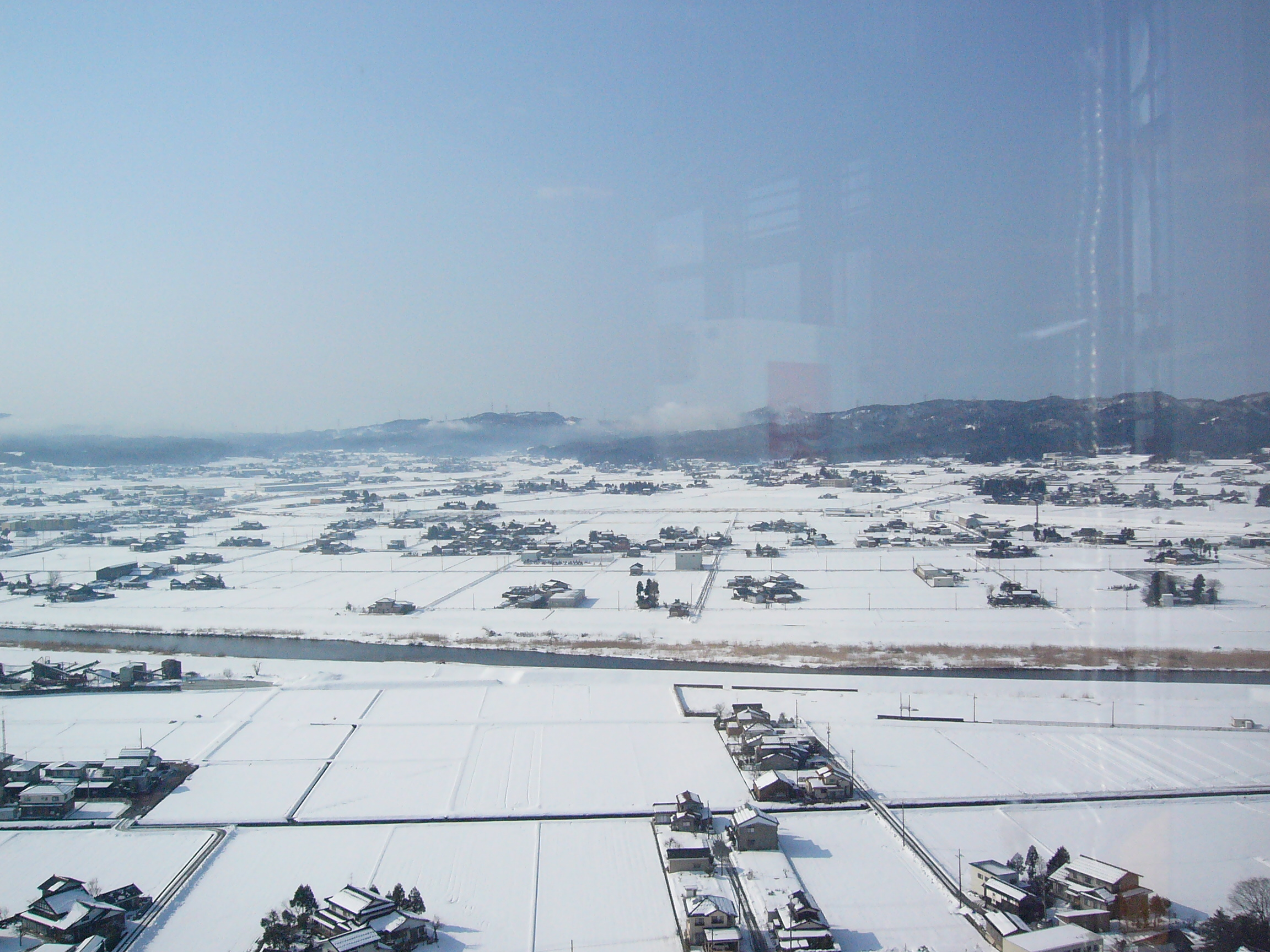
冬には銀世界の散居村が堪能できる。

クロスランドおやべは、富山県小矢部市鷲島10番地にある、タワー、ホール、広場、博物館、などが一体となった観光施設･都市公園がある複合型施設。公益財団法人クロスランドおやべが管理・運営する。

## 概要
小矢部市は、北陸自動車道と東海北陸自動車道・能越自動車道がジャンクションによって十字に交差することから、自治省（当時）のリーディングプロジェクト事業である「地域間交流事業」（1988年（昭和63年）12月事業指定）として指定を受けた文化、経済の地域間交流の拠点施設で、1990年（平成2年）12月に用地所得契約、敷地造成工事着手、1992年（平成4年）3月に着工、同年4月に財団法人クロスランドおやべを設立し、1994年（平成6年）5月1日に竣工した。建設に際しては、実業家の大谷勇（小矢部市名誉市民、大谷米太郎の甥）より多額の寄付を受けている。
全日本タワー協議会に加盟し、シンボルとしてそびえ立つクロスランドタワーは砺波市の夢の平・南砺市の閑乗寺公園と並ぶ、砺波平野の散居村を一望できる展望スポットである。クロスランドの名称は、北陸自動車道と東海北陸自動車道・能越自動車道がジャンクションによって交差することから。
2024年（令和6年）の能登半島地震によって浸水被害を受けタワーは休止していたが、同年2月10日に営業を再開した。

## 施設

### クロスランドタワー
クロスランドおやべのシンボルである展望塔で、800tクレーンで6mごとのブロックとして積み上げる工法で建設された。建設費用は18億円。
最高部で118mの高さを誇り、地上100mの展望フロアからはその季節の風情に富んだ砺波平野の散居村が一望できる。大谷中学校や薮波公民館など、小矢部市内に点在するメルヘン建築物や三井アウトレットパーク北陸小矢部の観覧車なども眺められる。さらに好天の際には富山湾や壮大な立山連峰も一望できる。また北陸新幹線の線路もかなりの区間で確認でき、走行車両も見られる。
2007年（平成19年）には恋人の聖地にも選定されており、カップルにお勧めの「恋かぎ（南京錠付き）」のチケット販売もある。購入した南京錠は、メッセージを記入して展望フロアのモニュメントに飾ることができる。またタワー眼下にある“ハートアイランド”には、「恋かね」がある。

### メインホール
メインホールは、回転式可動席システムにより文化ホールとしてだけではなく、真っ平らな平戸間展示スペースとしても使用が可能である。「客席」と「平戸間」の組み合わせは、いくつものパターンに設定が可能なため、様々なニーズに対応することが出来る。座席数は932席。

### セレナホール
セレナホールはシューボックス型の音楽専用ホールであるが、収容客席数の手頃さから各種講演会などにも使用される。座席数は365席。

### その他
屋内
- ダ・ピンチテクノミュージアム
- スタジオ 1・2・3 - リハーサルや練習に使用可
- 会議室
- 和室 - 水屋を備え茶会なども行える
- ふれあいハウス - 無料休憩所
- レストラン「フィレンツェクラブ」

屋外
- 交流広場 - 直径200mの円形芝生広場
- クロスランドおやべミニ鉄道 - ミニ鉄道コース
- パターゴルフ
- おもしろ自転車・インラインスケート

など

## 貸出業務
ホールやスタジオの貸し出し業務を行っている。交流ひろばは、小学生までに限りサッカー大会などに貸し出しを行っている（バーベキューなどでの利用は出来ない）。タワー展望フロアも平日の18:00 - 21:00（休館日を除く）で貸し出しを行っており、変わった空間での会議やパーティー、カップルの想い出づくりの場としても提供している。

## イベント
コンサートや芝居、映画上映など、様々なイベントを主催する。主にメインホール・セレナホールを会場とするが、イベントによっては交流ひろばやタワー展望フロアなどが会場となるものもある。春には"スプリングフェスティバル"、夏は"サマーフェスティバル"の名称で、様々なイベントを開催する。サマーフェスティバルでは「盆踊り・花火大会」や「ヘリコプター&防災・防犯フェスティバル」が盛大に催され、12月31日より1月1日にかけて開かれる「ハッピーニューイヤーパーティー」でも花火が打ち上げられる。

## 周辺施設
周辺には小矢部市総合保健福祉センター・小矢部市農村環境改善センター・小矢部市民図書館おとぎの館・おやべクロスランドホテルが隣接しているが、運営・管理業務などは異なる別施設となっている。

## 交通
- あいの風とやま鉄道石動駅から車で約10分、徒歩30分。

バス：北口（一部時間帯は南口）より小矢部市営バス「津沢線」または「正得線」に乗車、「保健福祉センター」バス停下車（クロスランドおやべ（ホール側）に位置する「小矢部市総合保健福祉センター」）
- 北陸自動車道 小矢部ICから車で約10分。
- 能越自動車道 小矢部東ICから車で約7分。